# (9133) d'Arrest
(9133) d'Arrest es un asteroide que forma parte del cinturón de asteroides y fue descubierto por Ingrid van Houten-Groeneveld, Cornelis Johannes van Houten y Tom Gehrels desde el observatorio del Monte Palomar, Estados Unidos, el 25 de septiembre de 1960.

## Designación y nombre
d'Arrest fue designado al principio como 3107 P-L.
Más tarde, en 1999, se nombró en honor del astrónomo alemán Heinrich Louis d'Arrest (1822-1875).

## Características orbitales
d'Arrest está situado a una distancia media de 2,625 ua del Sol, pudiendo acercarse hasta 2,169 ua y alejarse hasta 3,08 ua. Su excentricidad es 0,1735 y la inclinación orbital 12,82 grados. Emplea 1553 días en completar una órbita alrededor del Sol. El movimiento de d'Arrest sobre el fondo estelar es de 0,2318 grados por día.

## Características físicas
La magnitud absoluta de d'Arrest es 14,1.